# Georges Siatidis
Georges Siatidis est un acteur belge, né le 7 mars 1963 à Bruxelles.

## Filmographie

### Cinéma
- 2014 : Tokyo Anyway de Camille Meynard
- 2011 : Largo Winch 2 de Jérôme Salle
- 2010 : Dernier étage, gauche, gauche d'Angelo Cianci
- 2006 : Mon colonel
- 2005 : L'Enfer
- 2004 : Demain on déménage
- 2001 : No Man's Land
- 1998 : Train de vie
- 1996 : Le Huitième Jour
- 1995 : Le Nez au vent de Dominique Guerrier
- 1994 : Elles n'oublient jamais
- 1989 : Australia

### Télévision
- 1993 : Nestor Burma (série télévisée), saison 2, épisode 5 : Un croque-mort nommé Nestor : Kemal, le chauffeur de taxi
- 1997 : Le Pantalon d'Yves Boisset
- 2002 : Crimes en série, face à face. Inspecteur Jean Masui
- 2004 : Maigret (1 épisode) 46e épisode : les scrupules de Maigret
- 2008 : Françoise Dolto, le désir de vivre de Serge Le Péron
- 2008 : Adieu De Gaulle, adieu de Laurent Herbiet
- 2009 : Facteur chance de Julien Seri
- 2011 : Merci Patron de Pierre Joassin
- 2019 : Les Rivières pourpres
- 2020 : Parlement
- 2022 : Pandore (série télévisée)

### Doublage
- 2022 : Le Pharaon, le Sauvage et la Princesse : voix d'ambiances (création de voix)